# Paul Cook (calciatore)
Paul Anthony Cook (Liverpool, 22 febbraio 1967) è un allenatore di calcio ed ex calciatore inglese, di ruolo centrocampista, tecnico del Chesterfield.

## Carriera
Cook ha giocato come centrocampista centrale durante una carriera da giocatore durata 23 anni dal 1983 al 2006, in particolare nella Premier League per il Coventry City. Ha anche giocato nella Football League per Wigan Athletic, Norwich City, Wolverhampton Wanderers, Tranmere Rovers, Stockport County e Burnley.
Cook è passato alla carriera da allenatore nel 2006 con Southport e successivamente Sligo Rovers. Nel febbraio 2012 è tornato alla gestione inglese con Accrington Stanley prima di trasferirsi a Chesterfield nell'ottobre dello stesso anno. Nel maggio 2015, è stato nominato manager della squadra del Portsmouth dopo che una clausola rescissoria è stata soddisfatta nel suo contratto di Chesterfield, dove ha guidato una tarda carica alla promozione che è culminata nell'ultimo giorno della stagione quando il titolo del campionato è stato sigillato in modo drammatico con una vittoria per 6-1 sul Cheltenham. Nel maggio 2017, è stato nominato manager del club della League One Wigan Athletic che ha portato al titolo e alla promozione nel campionato. Dopo la retrocessione del club nella stagione 2019-20, Cook si è dimesso da allenatore del Wigan nel luglio 2020.

## Statistiche

### Statistiche da allenatore
Statistiche aggiornate al 1 luglio 2021.
| Stagione                  | Squadra                   | Campionato                | Campionato | Campionato | Campionato | Campionato | Coppe nazionali | Coppe nazionali | Coppe nazionali | Coppe nazionali | Coppe nazionali | Coppe continentali | Coppe continentali | Coppe continentali | Coppe continentali | Coppe continentali | Altre coppe | Altre coppe | Altre coppe | Altre coppe | Altre coppe | Totale | Totale | Totale | Totale | % Vittorie | Piazzamento |
| Stagione                  | Squadra                   | Comp                      | G          | V          | N          | P          | Comp            | G               | V               | N               | P               | Comp               | G                  | V                  | N                  | P                  | Comp        | G           | V           | N           | P           | G      | V      | N      | P      | %          | Piazzamento |
| ------------------------- | ------------------------- | ------------------------- | ---------- | ---------- | ---------- | ---------- | --------------- | --------------- | --------------- | --------------- | --------------- | ------------------ | ------------------ | ------------------ | ------------------ | ------------------ | ----------- | ----------- | ----------- | ----------- | ----------- | ------ | ------ | ------ | ------ | ---------- | ----------- |
| feb.-giu. 2012            | Accrington Stanley        | FL2                       | 18         | 3          | 5          | 10         | FACup+CdL       | -               | -               | -               | -               | -                  | -                  | -                  | -                  | -                  | FLT         | -           | -           | -           | -           | 18     | 3      | 5      | 10     | 16,67      | Sub. 14º    |
| ago.-ott. 2012            | Accrington Stanley        | FL2                       | 13         | 5          | 2          | 6          | FACup+CdL       | 0+1             | 0               | 0               | 1               | -                  | -                  | -                  | -                  | -                  | FLT         | 1           | 0           | 0           | 1           | 15     | 5      | 2      | 8      | 33,33      | Eson.       |
| Totale Accrington Stanley | Totale Accrington Stanley | Totale Accrington Stanley | 31         | 8          | 7          | 16         |                 | 1               | 0               | 0               | 1               |                    | -                  | -                  | -                  | -                  |             | 1           | 0           | 0           | 1           | 33     | 8      | 7      | 18     | 24,24      |             |
| ott. 2012-2013            | Chesterfield              | FL2                       | 32         | 14         | 7          | 11         | FACup+CdL       | 2+0             | 1               | 0               | 1               | -                  | -                  | -                  | -                  | -                  | FLT         | -           | -           | -           | -           | 34     | 15     | 7      | 12     | 44,12      | Sub. 8º     |
| 2013-2014                 | Chesterfield              | FL2                       | 46         | 23         | 15         | 8          | FACup+CdL       | 2+1             | 1+0             | 0+0             | 1+1             | -                  | -                  | -                  | -                  | -                  | FLT         | 6           | 3           | 1           | 2           | 55     | 27     | 16     | 12     | 49,09      | 1º (prom.)  |
| 2014-2015                 | Chesterfield              | FL1                       | 46+2       | 19+0       | 12+0       | 15+2       | FACup+CdL       | 6+1             | 3+0             | 2+0             | 1+1             | -                  | -                  | -                  | -                  | -                  | FLT         | 1           | 0           | 0           | 1           | 56     | 22     | 14     | 20     | 39,29      | 6º          |
| Totale Chesterfield       | Totale Chesterfield       | Totale Chesterfield       | 124+2      | 56+0       | 34+0       | 34+2       |                 | 12              | 5               | 2               | 5               |                    | -                  | -                  | -                  | -                  |             | 7           | 3           | 1           | 3           | 145    | 64     | 37     | 44     | 44,14      |             |
| 2015-2016                 | Portsmouth                | FL2                       | 46+2       | 21+0       | 15+1       | 10+1       | FACup+CdL       | 5+2             | 3+1             | 1+0             | 1+1             | -                  | -                  | -                  | -                  | -                  | FLT         | 1           | 0           | 0           | 1           | 56     | 25     | 17     | 14     | 44,64      | 6º          |
| 2016-2017                 | Portsmouth                | FL2                       | 46         | 26         | 9          | 11         | FACup+CdL       | 1+1             | 0+0             | 0+1             | 1+0             | -                  | -                  | -                  | -                  | -                  | FLT         | 3           | 1           | 1           | 1           | 51     | 27     | 11     | 13     | 52,94      | 1º (prom.)  |
| Totale Portsmouth         | Totale Portsmouth         | Totale Portsmouth         | 92+2       | 47+0       | 24+1       | 21+1       |                 | 9               | 4               | 2               | 3               |                    | -                  | -                  | -                  | -                  |             | 4           | 1           | 1           | 2           | 107    | 52     | 28     | 27     | 48,60      |             |
| 2017-2018                 | Wigan                     | FL1                       | 46         | 29         | 11         | 6          | FACup+CdL       | 8+2             | 5+1             | 2+0             | 1+1             | -                  | -                  | -                  | -                  | -                  | FLT         | 3           | 1           | 1           | 1           | 59     | 36     | 14     | 9      | 61,02      | 1º (prom.)  |
| 2018-2019                 | Wigan                     | FLC                       | 46         | 13         | 13         | 20         | FACup+CdL       | 1+1             | 0+0             | 0+0             | 1+1             | -                  | -                  | -                  | -                  | -                  | -           | -           | -           | -           | -           | 48     | 13     | 13     | 22     | 27,08      | 18º         |
| 2019-2020                 | Wigan                     | FLC                       | 46         | 15         | 14         | 17         | FACup+CdL       | 1+1             | 0+0             | 0+0             | 1+1             | -                  | -                  | -                  | -                  | -                  | -           | -           | -           | -           | -           | 48     | 15     | 14     | 19     | 31,25      | 23º (retr.) |
| Totale Wigan              | Totale Wigan              | Totale Wigan              | 138        | 57         | 38         | 43         |                 | 14              | 6               | 2               | 6               |                    | -                  | -                  | -                  | -                  |             | 3           | 1           | 1           | 1           | 155    | 64     | 41     | 50     | 41,29      |             |
| mar.-giu. 2021            | Ipswich Town              | FL1                       | 17         | 5          | 7          | 5          | FACup+CdL       | -               | -               | -               | -               | -                  | -                  | -                  | -                  | -                  | FLT         | -           | -           | -           | -           | 17     | 5      | 7      | 5      | 29,41      | Sub. 9º     |
| 2021-2022                 | Ipswich Town              | FL1                       | 0          | 0          | 0          | 0          | FACup+CdL       | 0+0             | 0               | 0               | 0               | -                  | -                  | -                  | -                  | -                  | FLT         | 0           | 0           | 0           | 0           | 0      | 0      | 0      | 0      | —          | in corso    |
| Totale Ipswich Town       | Totale Ipswich Town       | Totale Ipswich Town       | 17         | 5          | 7          | 5          |                 | 0               | 0               | 0               | 0               |                    | -                  | -                  | -                  | -                  |             | 0           | 0           | 0           | 0           | 17     | 5      | 7      | 5      | 29,41      |             |
| Totale carriera           | Totale carriera           | Totale carriera           | 406        | 173        | 111        | 122        |                 | 36              | 15              | 6               | 15              |                    | -                  | -                  | -                  | -                  |             | 15          | 5           | 3           | 7           | 457    | 193    | 120    | 144    | 42,23      |             |

## Palmarès

### Giocatore

#### Competizioni nazionali
- Football League Trophy: 1

Wigan: 1984-1985
- Conference League National: 1

Accrington Stanley: 2005-2006

### Allenatore

#### Competizioni nazionali
- Football League Two: 1

Chesterfield: 2013-2014
Portsmouth: 2016-2017
- Football League One: 1

Wigan: 2017-2018
- National League: 1

Chesterfield: 2023-2024